# Cachorros de Holguín
El Equipo Holguín de béisbol, también conocido como los Cachorros o los Sabuesos, representa a la provincia de Holguín en la Serie Nacional de Béisbol de Cuba desde la temporada 1977-1978. Su sede oficial es el Estadio Mayor General Calixto García Iñiguez, ubicado en la ciudad de Holguín. El equipo alcanzó la cima del béisbol cubano al proclamarse campeón nacional en la XLI Serie Nacional (2002).

## Historia
Tras el triunfo de la Revolución Cubana de 1959, el deporte fue concebido como un derecho del pueblo y comenzó un impulso significativo, especialmente en el béisbol. Como parte de la nueva división político-administrativa del país en 1976, la provincia Holguín tuvo su propio equipo representativo en la Serie Nacional a partir de la temporada 1977-1978, inicialmente bajo la dirección de Miguel Giró. En su debut, Holguín ocupó el puesto 14 de 18 equipos participantes.
Durante las primeras décadas, el equipo experimentó mayormente temporadas discretas, con breves destellos individuales. Figuras como Rafael Castillo, Alberto Cabrejas, Fernando Moitt, y Fidencio Serrano destacaron desde el montículo, mientras que Ricardo Bent, Jorge Francis, Regino Góngora y Jorge Cruz se encargaban de la ofensiva. La década de los 80 fue modesta en resultados, pero en los 90 comenzaron a verse progresos.
El impulso definitivo vino con el regreso de Héctor "Tico" Hernández y una generación destacada que incluía a Osvaldo Fernández, Gustavo Labernia, Alberto Hernández, José Lamarque, Juan Carlos Bruzón y Luis Rodríguez Williams. Holguín logró un récord positivo entre las temporadas 1989-1990 y 1995-1996, incluyendo su primera clasificación a postemporada en la 34 Serie Nacional (1994-1995), en la que finalizó en 4to lugar tras caer ante Villa Clara en semifinales. 
El equipo enfrentó un duro golpe cuando, entre 1995 y 1998, varias de sus figuras escaparon a Estados Unidos, entre ellos Osvaldo Fernández y Alberto Hernández, lo que obligó a una renovación casi total del plantel. En la temporada 1999-2000 se registraron hasta 12 novatos en su alineación.

## Campeonato Nacional 2002

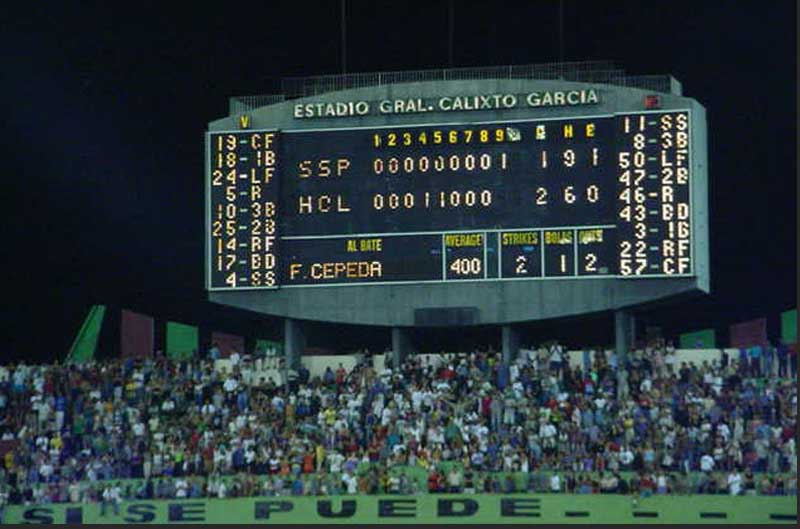
Pizarra final en la serie del campeonato.

La temporada 2001-2002 (XLI Serie Nacional) quedó marcada como la más gloriosa en la historia del equipo. De la mano de Tico Hernández, Holguín alcanzó la postemporada por segunda vez, venciendo a Camagüey (3-1) en cuartos de final, a Villa Clara (4-2) en semifinales y a Sancti Spíritus (4-3) en la gran final.
El séptimo juego de la final es especialmente recordado por el cuadrangular de Ernesto Martínez en el quinto inning y el trabajo monticular combinado de Orelvis Ávila (8 2/3 innings) y Oscar Gil, quien cerró el juego ponchando a Frederich Cepeda.
Este título convirtió a Holguín en el cuarto equipo creado después de 1977 en alzarse con un campeonato nacional, junto a Villa Clara, Santiago de Cuba y Sancti Spíritus.

## Desempeño posterior
Tras el campeonato, Holguín vivió años difíciles. En la temporada 2005-2006 (45 SN) estableció un récord negativo con 34 derrotas consecutivas, terminando en el puesto 15 de 16 equipos, con Carlos Rodríguez como manager.
Durante las Series 53, 55 y 56, el equipo mostró mejoría con Irochis Bartutis y Noelvis González, logrando el quinto lugar como mejor ubicación.
Posteriormente, Tico Hernández retornó al mando, acumulando más de 20 temporadas dirigiendo al equipo y mejorando la clasificación respecto a campañas anteriores, aunque no logró acceder a los playoffs.

## Emblema del equipo

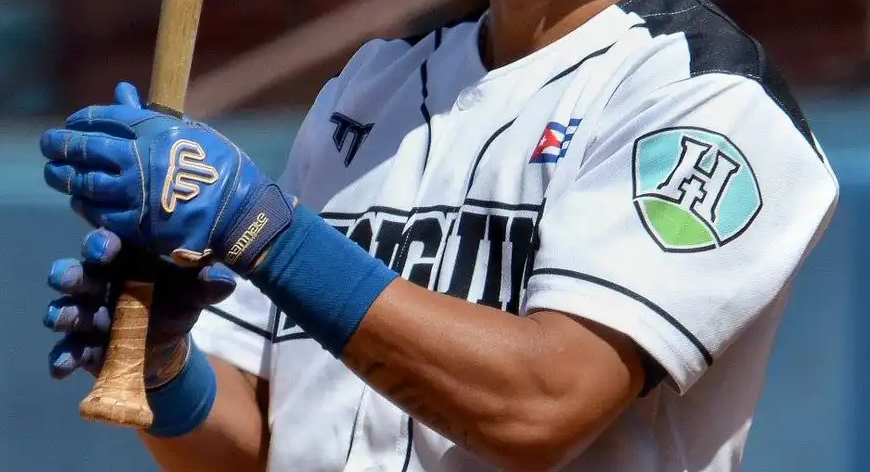
Uniforme de home club.

El logotipo que identifica al equipo ha experimentado pocos cambios desde su creación. En el centro destaca claramente la letra H, inicial de la provincia de Holguín, que alberga en su interior una cruz, símbolo representativo de la Loma de la Cruz, uno de los íconos más distintivos de la ciudad y orgullo de los holguineros.

## Uniformes

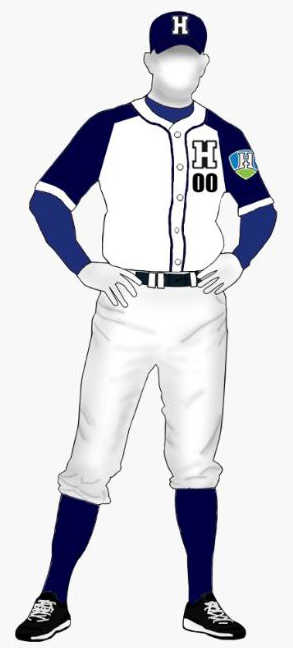
Uniforme de home club.

El uniforme del equipo Holguín ha mantenido una estética sobria y coherente con los colores tradicionales de la provincia. Generalmente, el uniforme de local se caracteriza por el uso del color blanco como base, acompañado de detalles en azul oscuro, especialmente en mangas, cuellos, medias y franjas. En el pecho, destaca la inscripción "Holguín", en letras estilizadas, y el número del jugador.

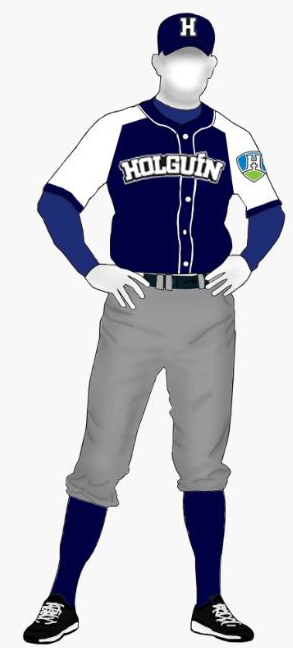
Uniforme de visitante.

El uniforme de visitante suele presentar tonos azules más oscuros o gris, también con acentos en blanco, dependiendo de la temporada. El logotipo del equipo, con la emblemática "H" que contiene una cruz en referencia a la Loma de la Cruz, puede estar presente en la gorra, el pecho o en las mangas.
A lo largo de los años, aunque ha habido ligeras variaciones en los tonos y detalles del diseño, el equipo ha mantenido una imagen visual coherente, reflejando la identidad y orgullo de la provincia de Holguín.

## Sede del equipo
El Estadio Calixto García es un recinto deportivo, ubicado en la ciudad de Holguín, y constituye el principal centro deportivo de la provincia y uno de los estadios más emblemáticos de Cuba. Fue inaugurado en la década de 1970 y posee una capacidad aproximada para 30 000 espectadores. A lo largo de su historia, ha sido la casa de los Cachorros de Holguín en la Serie Nacional de Béisbol, así como sede de diversos eventos deportivos y culturales de alcance provincial y nacional.
El partido inaugural se celebró durante la XVIII Serie Nacional de Béisbol, enfrentando al equipo local contra Villa Clara, que se impuso por marcador de 1-0. La instalación, construida con una inversión superior a los 6 millones de pesos, fue concebida con una infraestructura amplia y funcional.

Es uno de los pocos estadios del país que cuenta con gradas que rodean completamente el terreno de juego, lo que, unido a su cuidadoso mantenimiento y excelente sistema de drenaje, le ha ganado la reputación de ser una de las instalaciones deportivas mejor conservadas de Cuba.

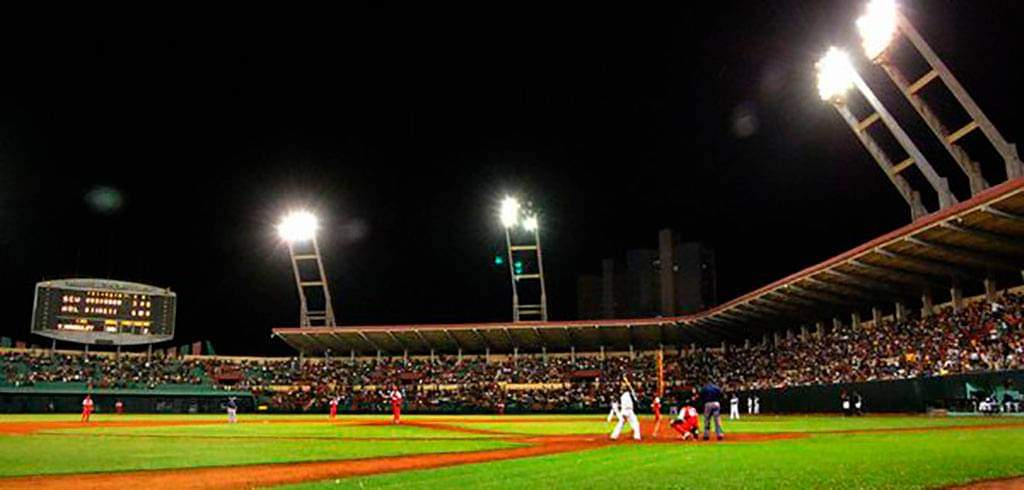
Interior del estadio.

### Museo del Deporte
Dentro del propio estadio se encuentra el Museo del Deporte de Holguín, inaugurado el 10 de febrero de 1979, lo que lo convierte en una singular institución cultural a nivel nacional. Se trata del único museo deportivo del país ubicado dentro de un estadio, y alberga una valiosa colección de objetos vinculados al desarrollo del deporte en la provincia.
El museo expone alrededor de un centenar de piezas, entre ellas trofeos, premios, uniformes, medallas, implementos deportivos, fotografías y pertenencias personales de destacadas figuras del deporte holguinero. Muchos de estos objetos han sido obtenidos gracias a donaciones, préstamos temporales o custodias institucionales.
Entre los objetos más representativos se encuentra el trofeo de campeones nacionales conquistado por el equipo de Holguín en la Serie Nacional de 2002, así como un cinturón de campeón mundial del legendario boxeador Mario Kindelán, y medallas olímpicas pertenecientes a figuras como Odalys Revé, Ángel Matos y Legna Verdecia.

## Directores
- Héctor Hernández Martín. 21 Series
- Miguel Giró Patterson. 6 Series
- Noelvis González. 5 Series
- Irochis Bartutis. 3 Series
- Adalberto Fuentecilla. 2 Series
- Felicio García. 2 Serie
- Lugdis Pineda Romero. 2 Series
- René Vera. 2 Series
- Carlos Rodríguez. 1 Serie
- Eudelio Guerrero. 1 Serie
- Francisco Martínez. 1 Serie
- Jesús A. Angulo. 1 Serie
- Manuel Cabrera. 1 Serie

## Peloteros destacados
Muchos atletas de Holguín han representado a Cuba en torneos internacionales como Juegos Olímpicos, Mundiales, Panamericanos y Clásico Mundial. Entre ellos destacan:
- Fermín Laffita “Pelipiche”
- Julio Quiala
- Rafael Castillo González
- Ricardo Bent Williams
- Jorge Cruz
- Jorge Francis
- Óscar Gil
- Osvaldo Fernández Rodríguez
- José Alberto Hernández Pérez
- José Emilio Lamarque
- Orelvis Ávila Marrero
- Luis Miguel Rodríguez Ricardo
- Yordan Manduley
- Yunior Paumier

#### Aroldis Chapman
Aroldis Chapman, nacido en Holguín, es un reconocido lanzador zurdo de relevo en las Grandes Ligas que actualmente integra los Medias Rojas de Boston. Destacado por su poderosa recta, posee el récord del lanzamiento más rápido en la MLB (106.9 mph). Comenzó su carrera en su país natal, donde brilló desde joven con los Cachorros y con el equipo nacional. En 2009 desertó y firmó en 2010 con los Cincinnati Reds, iniciando una exitosa carrera. Ha sido siete veces All-Star y ganó la Serie Mundial con los Chicago Cubs en 2016 y con los Texas Rangers en 2023. Es considerado uno de los cerradores más temidos y respetados de su generación.

## Posiciones de Holguín en Series Nacionales[13]
| ETAPA CLASIFICATORIA | ETAPA CLASIFICATORIA | ETAPA CLASIFICATORIA | ETAPA CLASIFICATORIA  | ETAPA CLASIFICATORIA           | ETAPA CLASIFICATORIA           | ETAPA CLASIFICATORIA           | ETAPA CLASIFICATORIA           | PLAY OFF                       | PLAY OFF                       | PLAY OFF                       |
| #SN                  | SN                   | TEMPORADA            | DIRECTOR              | LUGAR                          | G                              | P                              | PCT                            | G                              | P                              | PCT                            |
| -------------------- | -------------------- | -------------------- | --------------------- | ------------------------------ | ------------------------------ | ------------------------------ | ------------------------------ | ------------------------------ | ------------------------------ | ------------------------------ |
| 1                    | 17                   | 1977-1978            | Miguel Giró           | 14                             | 22                             | 28                             | .440                           |                                |                                |                                |
| 2                    | 18                   | 1978-1979            | Miguel Giró           | 15                             | 19                             | 32                             | .373                           |                                |                                |                                |
| 3                    | 19                   | 1979-1980            | Miguel Giró           | 8                              | 28                             | 21                             | .571                           |                                |                                |                                |
| 4                    | 20                   | 1980-1981            | Miguel Giró           | 14                             | 22                             | 29                             | .431                           |                                |                                |                                |
| 5                    | 21                   | 1981-1982            | Adalberto Fuentecilla | 17                             | 17                             | 34                             | .333                           |                                |                                |                                |
| 6                    | 22                   | 1982-1983            | Adalberto Fuentecilla | 17                             | 16                             | 33                             | .327                           |                                |                                |                                |
| 7                    | 23                   | 1983-1984            | Miguel Giró           | 8                              | 36                             | 39                             | .480                           |                                |                                |                                |
| 8                    | 24                   | 1984-1985            | Miguel Giró           | 18                             | 22                             | 53                             | .293                           |                                |                                |                                |
| 9                    | 25                   | 1985-1986            | Héctor Hernández      | 18                             | 14                             | 34                             | .292                           | -                              | -                              | -                              |
| 10                   | 26                   | 1986-1987            | Héctor Hernández      | 14                             | 17                             | 31                             | .354                           | -                              | -                              | -                              |
| 11                   | 27                   | 1987-1988            | Eudelio Guerrero      | 15                             | 17                             | 31                             | .354                           | -                              | -                              | -                              |
| 12                   | 28                   | 1988-1989            | Héctor Hernández      | 17                             | 13                             | 35                             | .271                           | -                              | -                              | -                              |
| 13                   | 29                   | 1989-1990            | Héctor Hernández      | 8                              | 26                             | 22                             | .542                           | -                              | -                              | -                              |
| 14                   | 30                   | 1990-1991            | Héctor Hernández      | 8                              | 26                             | 22                             | .542                           | -                              | -                              | -                              |
| 15                   | 31                   | 19991-1992           | Héctor Hernández      | 6                              | 27                             | 21                             | .563                           | -                              | -                              | -                              |
| 16                   | 32                   | 1992-1993            | Héctor Hernández      | 6                              | 39                             | 26                             | .600                           | -                              | -                              | -                              |
| 17                   | 33                   | 1993-1994            | Héctor Hernández      | 10                             | 33                             | 32                             | .508                           | -                              | -                              | -                              |
| 18                   | 34                   | 1994-1995            | Héctor Hernández      | 4                              | 37                             | 28                             | .569                           | 0                              | 4                              | .000                           |
| 19                   | 35                   | 1995-1996            | Héctor Hernández      | 10                             | 30                             | 35                             | .462                           | -                              | -                              | -                              |
| 20                   | 36                   | 1996-1997            | René Vera             | 6                              | 34                             | 31                             | .523                           | -                              | -                              | -                              |
| 21                   | 37                   | 1997-1998            | Jesús A. Angulo       | 12                             | 34                             | 55                             | .382                           | -                              | -                              | -                              |
| 22                   | 38                   | 1998-1999            | Héctor Hernández      | 9                              | 43                             | 47                             | .478                           | -                              | -                              | -                              |
| 23                   | 39                   | 1999-2000            | Héctor Hernández      | 10                             | 40                             | 50                             | .444                           | -                              | -                              | -                              |
| 24                   | 40                   | 2000-2001            | Héctor Hernández      | 10                             | 41                             | 49                             | .456                           | -                              | -                              | -                              |
| 25                   | 41                   | 2002                 | Héctor Hernández      | 1                              | 55                             | 35                             | .611                           | 11                             | 6                              | .647                           |
| 26                   | 42                   | 2002-2003            | Héctor Hernández      | 10                             | 43                             | 47                             | .478                           | -                              | -                              | -                              |
| 27                   | 43                   | 2003-2004            | Héctor Hernández      | 11                             | 42                             | 48                             | .467                           | -                              | -                              | -                              |
| 28                   | 44                   | 2004-2005            | René Vera             | 11                             | 37                             | 53                             | .411                           | -                              | -                              | -                              |
| 29                   | 45                   | 2005-2006            | Carlos Rodríguez      | 15                             | 27                             | 63                             | .300                           | -                              | -                              | -                              |
| 30                   | 46                   | 2006-2007            | Manuel Cabrera        | 13                             | 39                             | 50                             | .438                           | -                              | -                              | -                              |
| 31                   | 47                   | 2007-2008            | Héctor Hernández      | 10                             | 41                             | 49                             | .456                           | -                              | -                              | -                              |
| 32                   | 48                   | 2008-2009            | Héctor Hernández      | 7                              | 47                             | 44                             | .516                           | 0                              | 4                              | .000                           |
| 33                   | 49                   | 2009-2010            | Héctor Hernández      | 12                             | 45                             | 44                             | .506                           | -                              | -                              | -                              |
| 34                   | 50                   | 2010-2011            | Héctor Hernández      | 15                             | 29                             | 60                             | .326                           | -                              | -                              | -                              |
| 35                   | 51                   | 2011-2012            | Felicio García        | 12                             | 44                             | 52                             | .458                           | -                              | -                              | -                              |
| 36                   | 52                   | 2012-2013            | Irochis Bartutis      | 10                             | 43                             | 44                             | .494                           | 2                              | 2                              | .500                           |
| 37                   | 53                   | 2013-2014            | Irochis Bartutis      | 5                              | 48                             | 39                             | .552                           | -                              | -                              | -                              |
| 38                   | 54                   | 2014-2015            | Irochis Bartutis      | 8                              | 36                             | 51                             | .414                           | -                              | -                              | -                              |
| 39                   | 55                   | 2015-2016            | Noelvis González      | 5                              | 47                             | 39                             | .547                           | -                              | -                              | -                              |
| 40                   | 56                   | 2016-2017            | Noelvis González      | 5                              | 43                             | 47                             | .478                           | 2                              | 1                              | .667                           |
| 41                   | 57                   | 2017-2018            | Noelvis González      | 14                             | 17                             | 28                             | .378                           | -                              | -                              | -                              |
| 42                   | 58                   | 2018-2019            | Noelvis González      | 6                              | 46                             | 44                             | .511                           | -                              | -                              | -                              |
| 43                   | 59                   | 2019-2020            | Noelvis González      | 12                             | 19                             | 26                             | .422                           | -                              | -                              | -                              |
| 44                   | 60                   | 2020-2021            | Francisco Martínez    | 12                             | 31                             | 44                             | .413                           | -                              | -                              | -                              |
| 45                   | 61                   | 2022                 | Héctor Hernández      | 9                              | 39                             | 36                             | .520                           | -                              | -                              | -                              |
| 46                   | 62                   | 2023-2024            | Felicio García        | 11                             | 36                             | 39                             | .480                           | -                              | -                              | -                              |
| 47                   | 63                   | 2024-2025            | Lugdis Pineda Romero  | 14                             | 26                             | 49                             | 347                            | -                              | -                              | -                              |
| 48                   | 64                   | 2025-2026            | Lugdis Pineda Romero  | COMIENZA EN SEPTIEMBRE DE 2025 | COMIENZA EN SEPTIEMBRE DE 2025 | COMIENZA EN SEPTIEMBRE DE 2025 | COMIENZA EN SEPTIEMBRE DE 2025 | COMIENZA EN SEPTIEMBRE DE 2025 | COMIENZA EN SEPTIEMBRE DE 2025 | COMIENZA EN SEPTIEMBRE DE 2025 |
|                      |                      |                      |                       |                                |                                |                                |                                |                                |                                |                                |
|                      |                      |                      |                       | TOTAL                          | 1533                           | 1849                           | .449                           | 15                             | 17                             | .363                           |

## Roster de Holguín en su debut

##### Temporada 1977-1978 (17° Serie Nacional)
- Lanzadores: Gerardo Hernández, Jorge Martín Magarino, Alberto Cabrejas, Humberto Vergara, Carlos González, Fernando Moitt, Néstor López, Fidencio Serrano, José Echevarría, Fernando Góngora, José Guevara y Evaristo Ramírez.

- Receptores: Julio Padilla, Julio Quiala y Heberto Bermúdez.

- Jugadores de cuadro: Ricardo Bent Williams, Jorge Cruz, Miguel Fuentes, Eusebio Bravo, Héctor Salomón, Reynaldo Bravo, Ángel Martínez y Manuel Barea. Jardineros: Manuel Santiesteban Ramos, Gil Varela, Jorge Francis, Carlos González y Bismark Fernández.

- Director: Manuel Giró.